# プルシブ・バンドン
プルシブ・バンドン（英: Persatuan Sepak Bola Indonesia Bandung）は、インドネシアのバンドンをホームタウンとするサッカークラブ。ぺルシブ・バンドンとも呼ばれる。

## 歴史
オランダによる植民地支配下の1923年、Bandoeng Inlandsche Voetbal Bond（BIVB）が創設された。BIVBはPersatuan Sepak Bola Indonesia Bandung（PSIB）とNational Voetball Bond（NVB） に分裂したが、1919年1月5日、2つのクラブは合併し、ペルシブ・バンドンが誕生した。会長にはAnwar St. Pamoentjakが就任した。その後、SIAP、Soenda、Singgalang、Diana、Matahari、OVU、RAN、HBOM、JOP、MALTA、Merapiがペルシブと合併した。
1931年に創設された全国アマチュアサッカー大会のPerserikatan（1994年に創設されたリーガ・インドネシアの前身大会の一つ）に参加し、1933年（決勝はスラバヤ開催）と1934年（バンドン）、1936年（ソロ）に3回2位になった後、1939年（ソロ）に初優勝を果たした。

## タイトル
- インドネシア・スーパーリーグ 優勝 (1) : 2014
- リーガ・インドネシア 優勝 (1) : 1994-95

## AFC主催大会成績
| 年度    | 大会                    | ラウンド  | 対戦相手                       | ホーム | アウェー | 合計 |
| ------- | ----------------------- | --------- | ------------------------------ | ------ | -------- | ---- |
| 1995    | アジアクラブ選手権      | 1回戦     | バンコク・バンクFC             | 2-0    | 0-1      | 2-1  |
| 1995    | アジアクラブ選手権      | 2回戦     | パサイ・シティFC               | 3-1    | 2-1      | 5-2  |
| 1995    | アジアクラブ選手権      | 準々決勝  | ヴェルディ川崎                 | 2-3    | 2-3      | 4位  |
| 1995    | アジアクラブ選手権      | 準々決勝  | 城南一和天馬                   | 2-5    | 2-5      | 4位  |
| 1995    | アジアクラブ選手権      | 準々決勝  | タイ・ファーマーズ・バンクFC   | 1-2    | 1-2      | 4位  |
| 2015    | AFCチャンピオンズリーグ | 予選2回戦 | ハノイT&T FC                   |        | 0-4      | 0-4  |
| 2015    | AFCカップ               | グループH | ニュー・ラディアントSC         | 4-1    | 1-0      | 5-1  |
| 2015    | AFCカップ               | グループH | エーヤワディー・ユナイテッドFC | 3-3    | 1-1      | 4-4  |
| 2015    | AFCカップ               | グループH | ラオ・トヨタFC                 | 1-0    | 0-0      | 1-0  |
| 2023/24 | AFCカップ               | グループH |                                |        |          |      |

## 歴代所属選手
- スチャオ・ヌチュヌム 2009-2010
- シャーリル・イシャク 2010-2011
- バイハッキ・カイザン 2010-2011
- 松永祥兵 2011
- マイケル・エシエン 2017-2018